# Fernando Chieffi
Fernando Chieffi (Barletta, 1912 – Guri i Topit, 4 aprile 1941) è stato un militare italiano, insignito della medaglia d'oro al valor militare alla memoria nel corso della seconda guerra mondiale.

## Biografia
Nacque a Barletta nel 1912, figlio di Giuseppe e Maria Cetrone. Conseguito il diploma di ragioniere nella sua città natale venne arruolato nel Regio Esercito e frequentò il corso allievi ufficiali di complemento di Moncalieri, e il 14 gennaio 1934 fu nominato sottotenente in forza al 74º Reggimento fanteria "Lombardia". Congedato nel gennaio dell’anno successivo dopo lo scoppio della guerra di Spagna, il 25 gennaio 1937, entrò a far parte della Milizia Volontaria Sicurezza Nazionale e pochi giorni dopo partì volontario per combattere in terra iberica. In forza alla 138ª Legione CC.NN. si distinse in azione, venendo insignito di una medaglia di bronzo al valor militare e promosso capomanipolo del plotone arditi reggimentale. Ritornò in Italia nel corso dell'agosto 1938. Dopo l'entrata in guerra del Regno d'Italia fu assegnata alla 164ª Legione CC.NN. d’assalto "Ercole Scalfaro" di Catanzaro e poi trasferito alla 163ª Legione CC.NN. di Reggio Calabria. Dopo l'inizio dell'attacco alla Grecia, il 28 ottobre, nel mese di dicembre in forza al CLXIV battaglione CC.NN. mobilitato partì per l'Albania per combattere su  quel fronte in forza alla 164ª Legione CC.NN assegnata alla 48ª Divisione fanteria "Taro". Cadde in combattimento sul monte Guri i Topit il 4 aprile 1941, venendo insignito della medaglia d'oro al valor militare alla memoria. Il comune di Barletta gli ha intitolato una via.

### Fonti
1. 1 2 3 4 5 6 7  Combattenti Liberazione.
2. 1 2 3  Gruppo Medaglie d'Oro al Valor Militare 1965, p. 634.
3. ↑   Medaglia d'oro al valor militare Lo Chieffi, Fernando, su quirinale.it, Quirinale. URL consultato l'11 luglio 2021.